# Операція ООН з відновлення довіри в Хорватії
Операція ООН з відновлення довіри в Хорватії (ОООНВД) (англ. United Nations Confidence Restoration Operation in Croatia, хорв. Operacija Ujedinjenih naroda za obnovu povjerenja u Hrvatskoj) — міжнародна операція з підтримання миру ООН, до зони відповідальності якої входили місцевості, що утримували хорватські серби (Західна і Східна Славонія та Книнська Країна). До складу місії, станом на листопад 1995 року, входили 6581 військовослужбовець, 194 військові спостерігачі та 296 цивільних поліціянтів, яким надавав підтримку набраний на міжнародному та місцевому рівнях цивільний персонал. Головне завдання місії полягало в контролі за дотриманням перемир'я між протиборчими сторонами. 
В операції брав участь український контингент чисельністю 18 осіб.

## Історія
Операцію започатковано 31 березня 1995 року на заміну місії СООН на території Хорватії. Війська і спостерігачів розгорнули на контрольованих сербами Західній Славонії, Країні та Східній Славонії. Спостерігачі були також розміщені на Превлацькому півострові. Новий мандат включав: 
- виконання функцій, передбачених Угодою про припинення вогню від 29 березня 1994 року;
- сприяння здійсненню Економічної угоди від 2 грудня 1994 року;
- сприяння здійсненню всіх відповідних резолюцій Ради Безпеки;
- шляхом спостереження та подання інформації надавати допомогу у здійсненні контролю за рухом військового особового складу, спорядження, зброї та її поставок через міжнародні кордони Республіки Хорватія з Республікою Боснія і Герцеговина та Республіки Хорватія з Союзною Республікою Югославія (Сербія та Чорногорія) прикордонних пунктах;
- сприяння доставці міжнародної гуманітарної допомоги до Республіки Боснія і Герцеговина через територію Республіки Хорватія;
- спостереження за демілітаризацією Превлацького півострова.

Ухвалене рішення визначало її як тимчасову операцію для створення умов, які сприятимуть досягненню переговірним шляхом урегулювання, що узгоджується з територіальною цілісністю Хорватії та гарантує безпеку й права всіх громад, які проживають у Хорватії. Силова реінтеграція Західної Славонії та Країни до складу Хорватії у травні та серпні 1995 року практично виключила необхідність військ Організації Об'єднаних Націй у цих районах, у зв'язку з чим було розпочато їхнє виведення. Водночас у Східній Славонії — останній підконтрольній сербам території в Хорватії — мандат ОООНВД зберігся практично без змін. Уряд Хорватії та керівництво хорватських сербів погодилися розв'язати проблему Східної Славонії на основі перемовин. Організовані Об'єднаними Націями переговори завершилися підписанням 12 листопада Основної угоди щодо району Східної Славонії, Барані та Західного Срему. В угоді передбачалася мирна реінтеграція району до складу Хорватії, а Раді Безпеки пропонувалося заснувати перехідну адміністрацію контролю за районом протягом перехідного періоду. Після заснування адміністрації Організації Об'єднаних Націй 15 січня 1996 року строк дії мандату ОООНВД було припинено.

## Участь українських миротворців
Після того, як у серпні 1995 р. до місії прибула третя група співробітників МВС України у складі 5 осіб, чисельність українського контингенту в ОООНВД становила 18 осіб. 
Після завершення операції 15 січня 1996 р. членів українського поліційного контингенту ОООНВД було переведено в місію ООН у Боснії і Герцеговині.